# Nombre superreal
Els nombres super-reals són una extensió dels nombres reals, generalitzant els nombres hiper-reals.

## Definició formal
Suposem que X és un espai de Tychonoff, també anomenat espai T3,5, i que C(X) és l'àlgebra de les funcions contínues de variable real en X. Suposem que P és un ideal primer en C(X). Llavors l'àlgebra quocient A = C(X)/P és per definició un anell íntegre que es pot veure com una àlgebra real totalment ordenada. El cos de fraccions K de A és un cos superreal si estrictament conté els nombres reals {\displaystyle \mathbb {R} }, i és tal que K no té un ordre isomòrfic al de {\displaystyle \mathbb {R} }.
Si l'ideal primer P és un ideal maximal, llavors F és un cos de nombres hiper-reals.
La terminologia prové de Dales i de W. Hugh Woodin.
Els nombres super-reals de Dales i Woodin són diferents dels nombres super-reals de David Tall que són fraccions lexicogràficament ordenades de potències sobre els reals.